# Crazier
"Crazier" je country pop pjesma američke country pjevačice Taylor Swift. Pjesmu su napisali Swift i Robert Ellis Orrall, a producenti su Swift i Nathan Chapman. Pjesma je objavljena 20. ožujka 2009. godine kao promotivni singl za film Hannah Montana: The Movie u izdanju Walt Disney Recordsa. Pjesma je balada s country pop zvukom i stihovima koji opisuju kako je biti zaljubljen. "Craizer" je dobilo dobre ocjene, dok su je mnogi nazvali najboljom pjesmom na soundtracku. Pjesma je postala dostupna za digitalni download nakon izdanja soundtracka 23. ozujka 2009. "Craizer" je imao uspjeh na glazbenim ljestvicama u Australiji, Kanadi, Ujedinjenom Kraljestvu i SAD-u gdje se najbolje plasirala na 17. poziciji

## Uspjeh pjesme
Pjesma "Crazier" ekskluzivno je dobila radijsko emitiranje (airplay) na on Radio Disneyu. Pjesma je 11. travnja 2009. godine debitirala na 72. poziciji ljestvice Billboard Hot 100. "Crazier" se popela za tri mjesta do 69. poziciji sljedećeg tjedna, te je skočila do 38. pozicije 25. travnja 2009. zbog naglog povećavanja digitalni preuzimanja (87%). Dana, 2. svibnja 2009 godine pjesma se plasirala na najvišoj poziciji na toj ljestvici tj. na 17. poziciji, pjesma je tog tjedna prodana u 110 000 primjeraka. Pjesma se također plasirala na 28. poziciji ljestvice Pop 100.
Kako pjesma nije objavljena kao singl, nije primala puno radijskih emitiranja, zbog toga se pjesma "Crazier" pojavila na međunarodnim ljestvicama zbog velikog broja digitalnih preuzimanja. Pjesma je 11. travnja 2009. godine debitirala na 79. poziciji. Dana, 2. svibnja 2009. godine pjesma se plasirala na 30. poziciji ljestvice Hot Canadian Digital Singles te na 63. poziciji ljestvice Canadian Hot 100. "Crazier" se plasirala na 57. poziciji ljestvice Australian Singles Chart. Pjesma se također plasirala na stotoj poziciji ljestvice UK Singles Chart

## Popis pjesama
Digitalno preuzimanje
1. "Crazier" - 3:12

## Ljestvice
| Ljestvice (2009.)      | Najviša pozicija |
| ---------------------- | ---------------- |
| Australija             | 57               |
| Kanada                 | 67               |
| SAD Billboard Hot 100  | 17               |
| SAD Pop 100            | 28               |
| Ujedinjeno Kraljevstvo | 100              |